# Осмистий іридій
Осмистий іридій — група мінералів класу самородних елементів, що являють собою природний твердий розчин Os, Ir і Ru.

## Загальний опис
У залежності від вмісту компонентів виділяється самородний осмій (понад 80 атомних % Os), іридосмін (30-80 % Os), осміридій (62-80 % Ir), іридій самородний (понад 80 % Ir), рутеній самородний (понад 80 % Ru), рутеніридосмін (55–80 % Os+Ru, понад 10 % Ir), рутеносміридій (62-80 % Ir, 20-38 % Os+Ru), а також осмистий рутеній і рутенистий осмій, іридистий рутеній і рутенистий іридій.
Сингонія кубічна або гексагональна. Колір з перевагою Ir білий, Os — темно-сірий. Густина 17,6-22,4. Твердість 5-7. Мінерали групи О.і. магматичного або гідротермального походження. Зустрічаються в ультраосновних породах в асоціації з платиною самородною, хромшпінелідами, сульфідами міді, зрідка в кварцових жилах, які містять золото самородне.
Відомі розсипні родовища мінералів. Осмистий іридій є основним сировинним джерелом осмію, іридію і рутенію.
Найбільшими районами видобутку є Трансвааль (ПАР), Британська Колумбія (Канада), острів Калімантан, Нова Ґвінея, Тасманія, штат Каліфорнія (США).
Синонім — нев'янськіт.